# Crescent (Oregon)
Crescent az Amerikai Egyesült Államok északnyugati részén, Oregon állam Klamath megyéjében, a U.S. Route 97 mentén elhelyezkedő statisztikai település. A 2020. évi népszámláláskor 412 lakosa volt.

## Éghajlat
A település éghajlata mediterrán (a Köppen-skála szerint Csb).

## Fordítás
- Ez a szócikk részben vagy egészben  a   Crescent, Oregon című angol Wikipédia-szócikk ezen változatának fordításán alapul.  Az eredeti cikk szerkesztőit annak laptörténete sorolja fel. Ez a jelzés csupán a megfogalmazás eredetét és a szerzői jogokat jelzi, nem szolgál a cikkben szereplő információk forrásmegjelöléseként.